# Dramatická soutěž o Cenu Alfréda Radoka
Dramatická soutěž o Cenu Alfréda Radoka byla soutěž o původní nepublikovanou česky nebo slovensky psanou divadelní hru, jejíž vítěz byl vyhlašován spolu s držiteli Cen Alfréda Radoka. Vznikla v roce 1992 a jméno Alfréda Radoka nesla až do roku 2013 s vyhlášením posledních laureátů o rok později. Poté ji vystřídala Anonymní dramatická soutěž agentury Aura-Pont.

## Historie
Soutěž vznikla v roce 1992 spolu s Cenami Alfréda Radoka a do roku 2002 neslo ocenění pro vítěze jméno Cena Nadačního fondu Alfréda Radoka.
V roce 2006 začal s pořadateli spolupracovat Český rozhlas. Jeho zástupce v porotě vybíral ze zaslaných textů jeden, který Český rozhlas upravil pro rozhlasové uvedení. Prvním vítězem rozhlasového ocenění se stali Jaroslav Rudiš a Petr Pýcha s hrou Léto v Laponsku.
V roce 2009 spolupracovalo s pořadateli Jihočeské divadlo v Českých Budějovicích, které ze zaslaných textů jeden vybralo k inscenování na svém jevišti.
V roce 2011 byla vyhlášena zvláštní cena Zlatá žába pro nejlepší text odrážející genderové stereotypy, vyhrála ji Iveta Horváthová s hrou Rodinné blues.
V prvních dvou ročnících porota neudělila první cenu, a tak prvním plnohodnotným vítězem se stali až v roce 1994 David Drábek a Viliam Klimáček. Oba jsou dvojnásobnými laureáty první ceny, společně s Jiřím Pokorným a Miloslavem Vojtíškem.
Počet autorů, kteří se soutěže účastnili, se pohyboval v desítkách. Např. v roce 2005 to bylo 65 autorů, v roce 2010 naopak jen 40. Počet přihlášených děl byl kolem osmi desítek, v roce 2007 ale klesl na 55, z toho sedm ze Slovenska. Posledního ročníku se zúčastnilo 59 autorů s 66 texty, z nich šest dorazilo ze Slovenska a jeden z Rakouska.
V roce 2013 Nadační fond Cen Alfréda Radoka rozhodl o ukončení udělování inscenačních cen, přesto ještě naposledy vypsal dramatickou soutěž. O rok později ale už přerušil i tuto tradici, v organizování soutěže ale pokračuje původní spolupořadatel Divadelní a literární agentura Aura-Pont, který vyhlašuje svou anonymní dramatickou soutěž s obdobnými pravidly.

## Vítězové
- 1992[10]
  - 1. místo neuděleno
  - 2. místo Michal Lázňovský: Odložený Filoktétés a Tomáš Rychetský: Nevinní jsou nevinní
  - 3. místo Pavol Janík: Súkromný striptíz a Jan Antonín Pitínský: Pokojíček
- 1993[11]
  - 1. místo neuděleno
  - 2. místo Arnošt Goldflam: Modrá tvář a Viliam Klimáček: Nuda na pláži
  - 3. místo Ladislav Kerata: Večera a Radek Balaš: Zajatci tmy
- 1994[12]
  - 1. místo David Drábek: Jana z parku a Viliam Klimáček: Mária Sabína
  - 2. místo Jan Kraus: Proti větru (Nahniličko)
  - 3. místo Luboš Balák: Smrt Huberta Perny
- 1995[13]
  - 1. místo neuděleno
  - 2. místo Viliam Klimáček: Gotika a Markéta Bláhová: Pastička
  - 3. místo Luboš Midriak: Vtákovina a Egon Tobiáš: Jaurés
- 1996[14]
  - 1. místo Silvester Lavrík: Katarína
  - 2. místo Viliam Klimáček: Eva Tatlin
  - 3. místo Marek Horoščák: Mein Faust a Marcel Kabát: Hlasy
- 1997[15]
  - 1. místo Jiří Pokorný: Taťka střílí góly
  - 2. místo Roman Sikora: Smetení Antigony
  - 3. místo Silvester Lavrík: Posledný letný deň
- 1998[16]
  - 1. místo Jiří Pokorný: Odpočívej v pokoji
  - 2. místo Iva Peřinová: Jeminkote, psohlavci
  - 3. místo Zdeněk Jecelín: Tristan a Isolda
- 1999[17]
  - 1. místo neuděleno
  - 2. místo Jozef Gombár: Hugo Karas a Marek Horoščák: Vařený hlavy
  - 3. místo Vladimír Mores: Jablko na streche a Miroslav Oščatka: Změny
- 2000[18]
  - 1. místo neuděleno
  - 2. místo Viliam Klimáček: Čechov – boxer
  - 3. místo Martin Tichý: Kvartýr a Iva Volánková: Trilogie minach
- 2001[19]
  - 1. místo neuděleno
  - 2. místo Iva Volánková: Stísnění, Miroslav Bambušek: Písek a Roman Olekšák: Neha
  - 3. místo neuděleno
- 2002[20]
  - 1. místo Dušan Vicen: …pohlaď psa…
  - 2. místo Viliam Klimáček: Hypermarket
  - 3. místo Ivana Růžičková: Chvíli před tím, než jsem otevřela zásuvku a vyndala nůž a Iva Volánková: 3sestry2002.cz
- 2003[21]
  - 1. místo David Drábek: Akvabely
  - 2. místo Pavel Trtílek: Poslední večeře
  - 3. místo Jan Vedral: Kašpar Hauser – Dítě Evropy
- 2004[22]
  - 1. místo Roman Olekšák: Smajlící
  - 2. místo Miroslav Bambušek: Porta apostolorum
  - 3. místo Dušan Vicen: Siluet b moll
- 2005[23]
  - 1. místo Viliam Klimáček: Kto sa bojí Beatles
  - 2. místo Jaroslav Rudiš a Petr Pýcha: Léto v Laponsku
  - 3. místo Alice Nellis: Barikády
- 2006[24]
  - 1. místo neuděleno
  - 2. místo Kateřina Rudčenková: Niekur
  - 3. místo Roman Olekšák: Mesto v protismere
  - Cena Českého rozhlasu Vltava: Radek Malý: Pocit nočního vlaku
- 2007[25]
  - 1. místo Miroslav Djablik: Don Juan v posteli
  - 2. místo David Drábek: Náměstí bratří Mašínů
  - 3. místo Tomáš Svoboda: Srnky
  - čestné uznání: David Nejedlý a Stanislav Jiránek: Bílý palcát
  - Cena Českého rozhlasu Vltava: Tomáš Svoboda: Srnky[26]
- 2008[27]
  - 1. místo Vladislava Fekete: Krátke spojenia
  - 2. místo Eva Prchalová: Ažura
  - 3. místo Daniela Fischerová: 12 způsobů mizení
  - Cena Českého rozhlasu Vltava: Vladislava Fekete: Krátke spojenia[28]
- 2009[29]
  - 1. místo neuděleno
  - 2. místo Tomáš Vůjtek: S nadějí, i bez ní
  - 3. místo Jiří Homola: Noc moudrých mužů
  - Cena Českého rozhlasu Vltava: Jiří Homola (dramatik): Noc moudrých mužů[30]
- 2010[31]
  - 1. místo Eva Prchalová: Závrať
  - 2. místo Iveta Horváthová: Rodinné Blues
  - 3. místo Jakub Kolár: Homo Haber
  - Cena Českého rozhlasu Vltava neudělena[32]
- 2011[33]
  - 1. místo Jan Kratochvíl: Vladimirova děvka
  - 2. místo Nenad Djapić: Vídeňský hřích
  - 3. místo Iva Procházková: Brutto
  - Cena Českého rozhlasu Vltava: Michal Foff: Otevřené okno
- 2012[34]
  - 1. místo S.dCh. (pseudonym Miloslava Vojtíška): Zátiší ve Slovanu
  - 2. místo Vladimír Mores: Psoriáza
  - 3. místo Tomáš Vůjtek: Slyšení
  - Cena Českého rozhlasu Vltava: Petr Michálek: Domeček[35]
- 2013[36]
  - 1. místo S.dCh. (pseudonym Miloslava Vojtíška): Duchovní smrt v Benátkách
  - 2. místo Peter Pavlac: Einsteinova žena
  - 3. místo Zdeněk Palusga: Taxis
  - Cena Českého rozhlasu Vltava: Jiří Suchý z Tábora: Řečiště[37]